# Molophilus (Molophilus) pugiunculus
Molophilus (Molophilus) pugiunculus is een tweevleugelige uit de familie steltmuggen (Limoniidae). De soort komt voor in het Neotropisch gebied.